# أولاد هادف
أولاد هادف هي قرية جزائرية تابعة لبلدية الأوريسية: الكائنة بدائرة عين أرنات، بولاية سطيف

## المرافق
- مدرسة ابتدائية